# Парадокс китайского мандарина
Парадо́кс о кита́йском чиновнике  (фр. le paradoxe du mandarin); букв. «кнопка мандарина» (фр. le bouton du mandarin), «убить мандари́на» (фр. tuer le mandarin) — этический парадокс о том, стоит ли совершить плохой поступок, имея практически полную уверенность, что о нём никогда не узнают.
Сформулирован Шатобрианом в книге «Гений христианства» (1802):

Если бы ты мог одним твоим желанием убить человека, живущего в Китае, и, не покидая Европы, завладеть его богатством, да ещё был бы свыше убеждён, что об этом никто не узнает, уступил бы ты этому желанию?
Оригинальный текст (фр.)Si tu pouvais, par un seul désir, tuer un homme à la Chine et hériter de sa fortune en Europe, avec la conviction surnaturelle qu’on n’en saurait jamais rien, consentirais-tu à former ce désir?
Принятие решения об убийстве ради выгоды облегчается отсутствием собственных активных действий — убийство совершается будто нажатием кнопки, его совершает кто-то другой. Ты не видишь ни палача, ни жертвы. Проблема и её последствия коснутся, в первую очередь, образа самого себя, осознания своих решений и примирения с собственными моральными ценностями.

## Происхождение
Наибольшее влияние на распространение парадокса оказал фрагмент из «Отца Горио» Бальзака (см. цитату ниже). У Бальзака и у литераторов последующих поколений он ошибочно приписывается Руссо. На то, что Бальзак на самом деле цитировал Шатобриана, а не Руссо, впервые указал только Поль Рональ в 1930-х годах (по другим указаниям, информация эта ранее появилась в «Le courrier de Vaugelas» 1 октября 1876, однако на словари это не повлияло).
Французские исследователи предполагают, что источником вдохновения для Шатобриана послужил Дени Дидро, который несколько раз ставил вопрос об эмпирической основе морали, в частности, в Entretien d’un père avec ses enfants (1773 год) размышляя об шляпнике-преступнике, который мог сбежать в Женеву, но отказался, поскольку куда бы он ни сбежал, везде найдёт свою совесть. Он предполагает, что дальние расстояния могут влиять на силу мук совести, и упоминает Китай. Эти размышления, по мнению исследователей, возможно следует возвести к Аристотелю. Почему Дидро упомянул именно Китай, неизвестно — предполагают, что благодаря какому-нибудь иезуитскому трактату.
Шатобриан сформулировал дилемму более чётко, смешав два разных текста Дидро — про человека, сбежавшего в Китай, и человека, убивающего издалека. Причём, высказывая процитированную выше фразу, затем он выражает своё добродетельное возмущение ею.
Находят и других предшественников. Например, Платон в «Государстве» рассказывает историю о пастухе Гиге, который нашёл кольцо невидимости и, пользуясь им, совершил преступления. Платон заключает, что нет человека настолько добродетельного, чтобы противостоять соблазну злодейства, если оно заведомо не будет открыто.
Если бы было два таких перстня — один на руке у человека справедливого, а другой у несправедливого, тогда, надо полагать, ни один из них не оказался бы настолько твердым, чтобы остаться в пределах справедливости и решительно воздержаться от присвоения чужого имущества и не притрагиваться к нему, хотя каждый имел бы возможность без всякой опаски брать что угодно на рыночной площади, проникать в дома и сближаться с кем вздумается, убивать, освобождать из заключения кого захочет — вообще действовать среди людей так, словно он равен богу. Поступая таким образом, обладатели перстней нисколько не отличались бы друг от друга: оба они пришли бы к одному и тому же. Вот это и следует признать сильнейшим доказательством того, что никто не бывает справедливым по своей воле, но лишь по принуждению, раз каждый человек не считает справедливость самое по себе благом и, где только в состоянии поступать несправедливо, он так и поступает.
Некоторые французские исследователи предполагают, что источником для Шатобриана послужил не Дидро, а Адам Смит в книге «Теория нравственных чувств» (1790), ч. III, гл. 3.
Предположим, что обширная Китайская империя с её миллионным населением внезапно проваливается вследствие землетрясения, и посмотрим, какое впечатление произведет это ужасное бедствие на самого человеколюбивого европейца, не находящегося ни в каких отношениях с этой страной. Я полагаю, что он прежде всего опечалится таким ужасным несчастьем целого народа; он сделает несколько грустных размышлений о непрочности человеческого существования и суете всех замыслов и предприятий человека, которые могут быть уничтожены в одно мгновение. Если он одарен философским складом ума, то может высказать свои соображения о последствиях такого события для европейской торговли и даже для торговли прочих стран мира. По окончании же своих философских рассуждений, выразив все, что было вызвано его человеколюбием, он опять обратится к своим делам и к своим удовольствиям или же отдастся отдохновению с таким спокойствием и равнодушием, как будто катастрофы вовсе и не случилось. Малейший случай, касающийся его лично, оказал бы на него большее впечатление: если бы на следующий день ему должны были отрезать палец, то он не спал бы целую ночь; и если только землетрясение угрожает не той стране, в которой он живёт, то погибель многих миллионов людей не нарушит его сна и менее опечалит его, нежели самая ничтожная личная неудача. Но имеем ли мы право сказать, что для предупреждения этой неудачи человек, одаренный хоть небольшим состраданием, пожертвовал бы жизнью миллиона людей, лишь бы они погибли не на его глазах? Одна подобная мысль приводит в ужас: как бы ни было велико всеобщее развращение и падение нравственности, не найдется, быть может, ни одного человека, который остановился бы на подобной мысли. Чем же объяснить это различие между нашими мыслями и нашими чувствами? (…) Человек ни в коем случае не смеет отдавать себе предпочтение перед прочими людьми в той мере, которая причинит им вред ради личной пользы, хотя бы последняя и была несравненно значительнее, чем наносимый им вред. (…) Честный человек значительно более боится внутреннего позора, следующего за нарушением этих законов, того неизгладимого следа, который будет оставлен в его душе этим нарушением, нежели какого бы то ни было наказания: в глубине своего сердца он сознает справедливость великой максимы стоиков, что лишить человека несправедливым образом того, что принадлежит ему, и создать свое счастье на несчастье ближнего более противно природе, чем смерть, бедность и страдание,- словом, более, чем все мучения, как нравственные, так и физические, каким только мы можем подвергнуться.
Китай как обозначение некоего максимально далёкого места, удобного для интеллектуальных упражнений, всплывает и ранее Дидро. Например, Лейбниц в своём труде «Рассуждение о метафизике» (1686) пишет:
Представим себе, что какой-нибудь человек вдруг сделался бы китайским императором, но при этом бы позабыл, чем он был прежде, как будто бы он заново родился. Не то же ли было бы это в практическом отношении и с точки зрения тех последствий, которые можно сознавать, как если бы этот человек уничтожился, а на его место в тот же момент был сотворен китайский император? Желать этого наш человек не имел бы никакого основания.

## Хронология

### Бальзак и Дюма
Оноре де Бальзак. «Отец Горио» (1834—1835): разговор Растиньяка с Бьяншоном. Это наиболее известное описание парадокса в классической литературе.
— Ты читал Руссо?

— Да.

— Помнишь то место, где он спрашивает, как бы его читатель поступил, если бы мог, не выезжая из Парижа, одним усилием воли убить в Китае какого-нибудь старого мандарина и благодаря этому сделаться богатым?

— Да.

— И что же?

— Пустяки! Я приканчиваю уже тридцать третьего мандарина.

— Не шути. Слушай, если бы тебе доказали, что такая вещь вполне возможна и тебе остается только кивнуть головой, ты кивнул бы?

— А твой мандарин очень стар? Хотя, стар он или молод, здоров или в параличе, говоря честно… нет, черт возьми!
Существует предположение, что Бальзак нарочно вкладывает в уста Растиньяка ошибку с авторством Руссо, чтобы показать его уровень образования, так как в других своих произведениях Бальзак высмеивает персонажей, которые покупают книги Руссо и проч., желая выдать себя за умных и образованных, но не читают их.

В дальнейшем Бальзак занимается автоцитированием в «Модесте Миньон» (1844):
Послушай, дружище! — торжественно проговорил поэт, положив руку на плечо Дюме и забавляясь тем, что при его прикосновении солдат наполеоновской гвардии задрожал. — Эта девушка — для вас все, но что она такое для общества? Ничто! Полезнейший Китаю мандарин только что протянул ноги и погрузил в траур всю империю, а разве вас это огорчает? Англичане убивают в Индии тысячи людей, таких же, как мы с вами, и, может быть, там сжигают в эту самую минуту очаровательнейшую из женщин, но, тем не менее, вы с удовольствием выпили сегодня чашку кофе.
Наконец, распространению образа во французской культуре способствовал Александр Дюма, «Граф Монте-Кристо» (1844—1846), где заглавный герой произносит:
Темная сторона человеческой мысли целиком выражается в известном парадоксе Жан Жака Руссо — вы знаете? — «мандарин, которого убивают за пять тысяч миль, шевельнув кончиком пальца».

### Песня «Убьём мандарина»

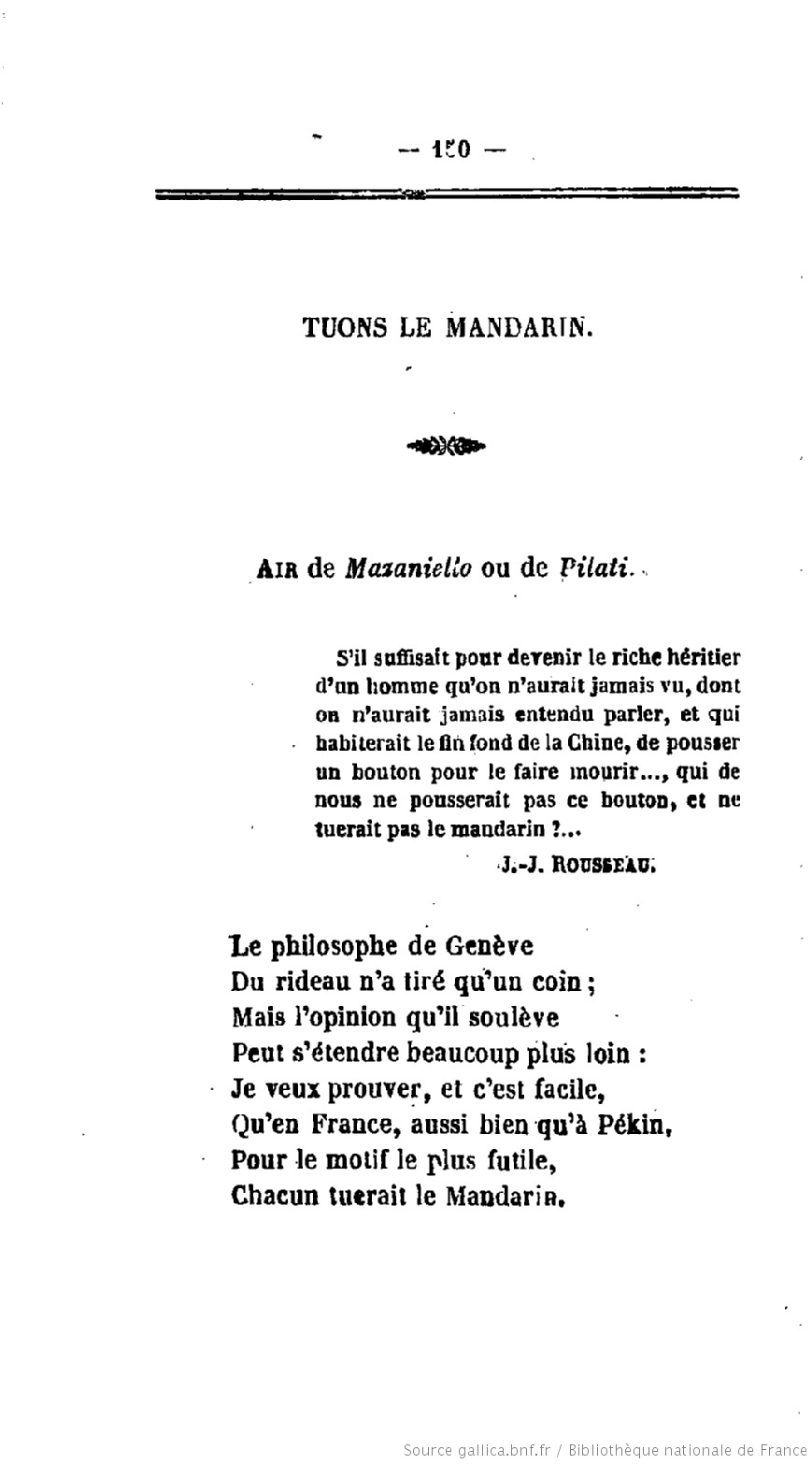
Страница из песенника 1857 года с фальшивой цитатой

В 1840-е годы Луи Прота сочинил популярную песенку «Убьём мандарина». Указывают, что из этой песни во французский язык перешло выражение «убить мандарина», ставшее идиоматическим. В середине XX века исследователь Э. Латам (вслед за Э. Мюллером, 1897) предположил, что рефрен этой песни «tuer le mandarin», например «Pour avoir du pain et du vin / Il faut tuer le mandarin» («чтобы иметь хлеб и вино, тебе надо убить мандарина») ведёт свою историю с полемических песенок XVII века, где предлагалось убивать не мандарина, а кардинала Мазарини («Мазарэн»).
В качестве эпиграфа к этой песне Прота привёл эпиграф из фальшивой цитаты, подписанной Руссо (в поздних перепечатках встречается указание, что из «Эмиля»). Именно там возникает упоминание кнопки, которую необходимо нажать:
Если бы чтобы стать богатым наследником некоего человека, которого мы никогда не видели, о котором ничего не знаем и который живёт где-то далеко в Китае, нужно было бы всего-навсего просто нажать на кнопку чтобы его убить… Кто из нас не нажал бы на кнопку и не убил бы этого мандарина?
Оригинал:
«S’il suffisait, pour devenir le riche héritier d’un homme qu’on n’aurait jamais vu, dont on n’aurait jamais entendu parler, et qui habiterait le fin fond de la Chine, de pousser un bouton pour le faire mourir… qui de nous ne pousserait pas ce bouton et ne tuerait pas le mandarin?…»
Поддельная цитата, возможно, сочинённая самим Прота, позже возникает в нескольких романах (например, в водевиле, у Шамсера, Сиго и др.), а также проникает в словарь Larousse (1866—1879, 1897—1904), в слегка видоизменённой версии в Encyclopédie Universelle du XXe siècle (1931, 1970). В XIX веке солидные журналы и Французская академия по запросам читателей пытались найти этот отрывок у Руссо, но безрезультатно.

### Последующие произведения
- Огюст Витю впервые развернул парадокс о мандарине в новеллистический сюжет — новелла «Мандарин» (1848).
- Альберт Монье и Эдуард Мартен — одноактный водевиль «А ты убил мандарина?» (Albert Monnier et Édouard Martin. As-tu tué le mandarin?, 1855), премьера 20 ноября 1855 года в театре Пале-Рояль. В пьесе «цитату Руссо» прямо читают с листа из «его» книги.
- Урбен Дидье, «Наследник мандарина» (L’Héritier du Mandarin; 1864).
- Арман де Понмартен. «La Mandarine d’Armand» (1874).
- Эса де Кейрош. «Мандарин» (1880). Сюжет целиком построен на данном парадоксе — дьявол предлагает юноше эту дилемму, тот соглашается и разбирается с последствиями.
- Фелисьен Шамсер. «Мандарин» (Le Mandarin, 1895-6); в переработанном виде опубликован как «Честолюбец» (L’Arriviste, 1902). Сюжет перетолковывает дилемму: адвокат убивает богатую любовницу своего друга, чтобы тому досталось наследство, а потом защищает его в суде
- Jean Sigaux. «Убьём мандарина» (Tuons le mandarin, 1899). Paris, Armand Colin, 1899.
- Арнольд Беннет. «Убийство мандарина» (The Murder of the mandarin; 1907). Использование на английском языке — редкое.
- Зигмунд Фрейд. В «Размышлениях о войне и смерти» (1915) цитирует этот парадокс, также способствуя его распространению:

«…многие мыслители, на которых не мог повлиять психоанализ, довольно ясно указывали на готовность наших тайных мыслей, не считаясь с запретом убийства, устранять все, что стоит у нас на пути. Я выберу здесь один-единственный ставший известным пример вместо многих других: в „Отце Горио“ Бальзак намекает на одно место в сочинениях Ж. Ж. Руссо, в котором этот автор спрашивает читателя, что бы он сделал, если бы — не покидая Париж и, разумеется, не будучи разоблачен — мог бы убить одним лишь изъявлением воли старого мандарина в Пекине, смерть которого принесла бы ему большую выгоду. Он дает нам понять, что за жизнь сего вельможи совсем не ручается. Выражение „Tuer son mandarin“ [„Убить своего мандарина“ (фр.)] вошло затем в поговорку для обозначения этой тайной готовности также и у ныне живущих людей».
- Алехандро Касона. «Корабль без рыбака» (La barca sin pescador, 1945)
- Ричард Мэтисон. Фантастический рассказ «Кнопка, кнопка» (1970) и его экранизация «Посылка» (2009).
- Лоренс Блок. «Если этот человек умрёт», мотив развития моральной дилеммы и развращения сознания.